# Ахматово (Клепиковский район)
Ахматово — деревня в Клепиковском районе Рязанской области России. Входит в состав Алексеевского сельского поселения.

## География
Деревня находится в северной части Рязанской области, в зоне хвойно-широколиственных лесов, в пределах Мещёрской низменности, вблизи истока реки Мисервы, к северу от автодороги 61К-827, на расстоянии примерно 35 километров (по прямой) к востоку-северо-востоку от города Спас-Клепики, административного центра района. Абсолютная высота — 114 метров над уровнем моря.

### Климат
Климат характеризуется как умеренно континентальный, с тёплым летом и умеренно холодной снежной зимой. Средняя температура воздуха самого холодного месяца (января) — −11,5 °C (абсолютный минимум — −42 °C); самого тёплого месяца (июля) — 19 °C. Безморозный период длится около 140 дней. Среднегодовое количество осадков — 500 мм, из которых большая часть выпадает в тёплый период. Снежный покров держится в течение 135—145 дней.

### Часовой пояс
Деревня Ахматово, как и вся Рязанская область, находится в часовой зоне МСК (московское время). Смещение применяемого времени относительно UTC составляет +3:00.

## Население
| 1859 | 1906 | 2010 |
| ---- | ---- | ---- |
| 369  | ↗483 | ↘1   |

### Национальный состав
Согласно результатам переписи 2002 года, в национальной структуре населения русские составляли 100 % из 4 чел.